# Религия Карфагена
Религия Карфагена, пуническая религия — прямое продолжение политеистической финикийской религии Леванта со значительными изменениями. Существуют разногласия относительно практики жертвоприношений детей в Карфагене.

## Пантеон

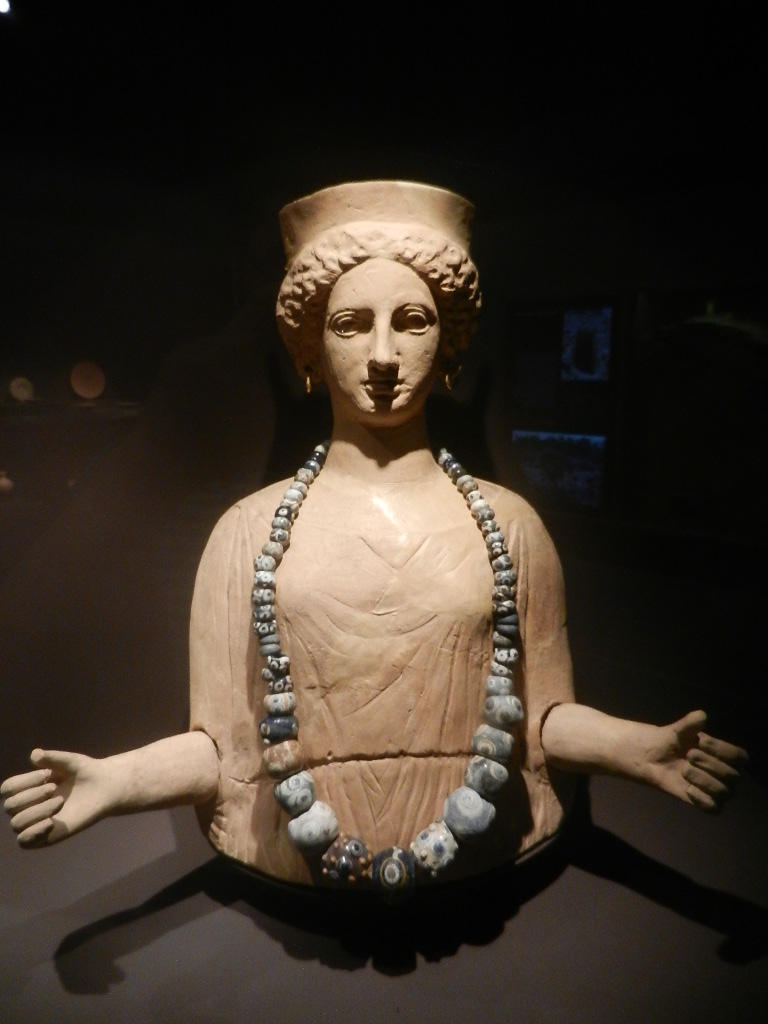
Статуя Танит. Музей археологии Каталонии (Барселона)

Карфаген унаследовал основы религии из Финикии. Верховной парой богов были Танит и Баал-Хаммон, они считаются наиболее типичными фигурами карфагенского пантеона. Богиня Астарта была очень популярной в ранний период. В разгар своей космополитической эры пантеон Карфагена состоял из большого количества божеств из соседних цивилизаций Греции, Египта и городов-государств этрусков.
Особым почётом пользовались покровитель городa Тира — Мелькарт, бог врачевания Эшмун и Анат, сестра и возлюбленная бога Балу. Для отправления культов у каждого божества имелся свой храм. Особенностью религиозного мировоззрения карфагенян было то, что даже при отправлении культов богов не называли собственными именами, а их имена заменяли на «господин», «богиня», «покровитель», «защитник» и подобные.
Наряду с богами карфагеняне почитали героев.

## Жречество
Сохранившиеся пунические тексты рассказывают об организованном сословии храмовых жрецов и прислужников, которые выполняли различные функции за разные цены. Жрецы, в отличие от остального населения, были гладко выбриты. В первые века Карфагена ритуальные празднования включали в себя ритмические танцы, унаследованные от финикийской традиции. Жречество не являлось наследственной кастой, но на практике сан жреца часто переходил от отца к сыну.

## Пунические стелы
Известняковые циппусы и стелы — характерные памятники пунического искусства и религии. Они находятся по всему западному финикийскому миру, непрерывно и исторически, и географически. Большинство из них были созданы над урнами с прахом жертв, которые были помещены в святилищах под открытым небом. Некоторые карфагенские клятвенные стелы (некоторые из них — в египетском стиле) изображают жреца, держащего ребёнка. По крайней мере одна из них интерпретируется как жертвоприношение живого ребёнка. Идентификация ребёнка остается под вопросом.

## Жертвоприношения животных
Одна из самых важных стел — Марсельский жертвенный тариф, найденная в марсельском порту, изначально находилась в храме Баал-Цафона в Карфагене. Тариф упорядочивает платежи жрецам за жертвоприношения и описывает свойства жертв. Все жертвы — животные-самцы, и Порфирий полагает, что финикийцы не приносили в жертвы или не ели животных женского пола.

## Детские жертвоприношения

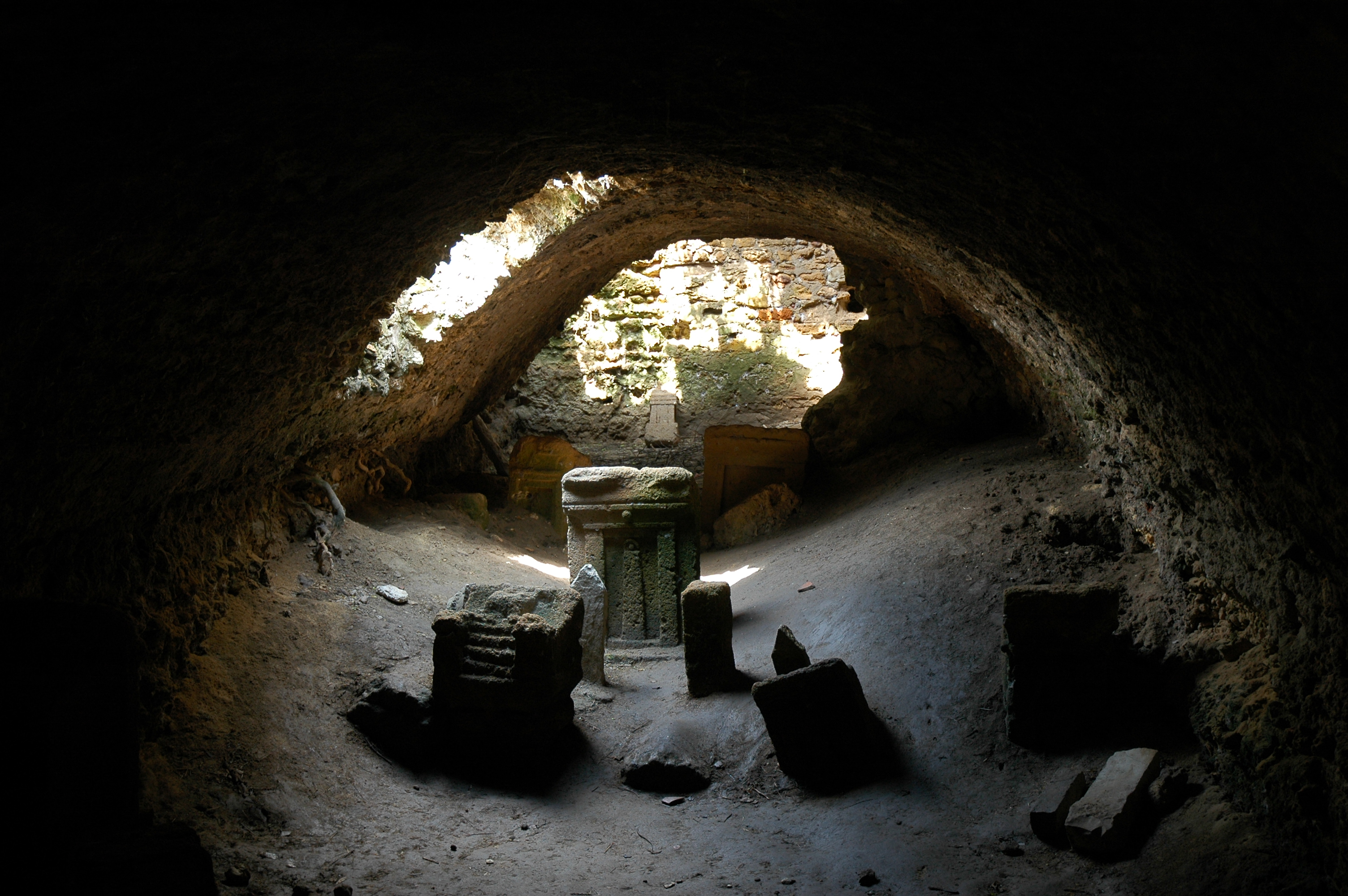
Участок карфагенского Тофета (свод относится к римской эпохе)

Большинство археологов признает, что детские жертвоприношение имели место. Лоуренс Стейджер, руководитель раскопок карфагенского Тофета в 1970-е годы, считает, что детские жертвоприношения там проходили. Паоло Кселла из Национального исследовательского совета в Риме подытожил текстуальные, эпиграфические и археологические свидетельства приношения младенцев в жертву карфагенянами.
Некоторые современные ученые, напротив, считают, что свидетельство о жертвоприношениях детей в лучшем случае отрывочны, и, скорее всего, являются кровавым наветом римлян против Карфагена, который преследовал цель оправдать завоевание и разрушение Карфагена. Исследования 2010 года материала из 348 похоронных урн пришли к выводу, что в Карфагене не проводились систематические детские жертвоприношения.